# 大空あすか
大空 あすか（おおぞら あすか、1983年2月3日 - ）は、日本の元AV女優、ストリッパー。山口県出身。

## 略歴
2001年10月21日、AVデビュー。同年、Adult Video GRANDPRIXで「Best of ロリ系賞」を獲得。
2004年8月11日、川崎ロック座にてストリップにデビュー。バレエで培った柔軟な肢体と独特の芸風で人気を得る。
2006年10月1日、ストリッパー休業。2007年2月1日、新宿ニューアートにて、ストリッパー復帰。 

## 作品

### アダルトビデオ
2001年
- 好きです（10月21日、KUKI）
- 大人になりたい（11月18日、KUKI）
- 虹の彼方に（12月24日、KUKI）

2002年
- 小さな冒険（1月30日、KUKI）
- ノーカット!!（2月15日、KUKI）
- 濡れうさぎ（2月28日、KUKI）
- 原点（3月24日、KUKI）
- コスプレ姫（4月17日（レンタル） / 6月29日（セル）、宇宙企画（メディアステーション））
- 逆ソープ天国（5月24日、アリスJAPAN）
- ノーカット!! 大空あすか 2nd（6月21日、KUKI）
- 南極2号（6月26日、KUKI）
- 痴漢バス女子校生（7月5日、TMA）
- IDOL（8月9日、VIP）
- 飼育日記（8月16日、VIP）
- MOVIX VOL.4 大空あすか+Blue＆Yellow（9月27日、MOVIX＆Co）
- 陵辱風紀委員（10月1日、TMA）
- STARS!! 大空あすか（11月19日、KUKI）
- Parts（12月13日、VIP）オムニバス作品 他出演:上原里香、姫乃愛里沙
- 裏COS-PARA（12月17日、アトラス21）

2003年
- 女尻（1月28日、アリスJAPAN）
- メガネっ娘11人（2月7日 TMA）他10名出演
- VIP 大空あすか（2月14日、VIP）
- イジメられっ娘。（2月28日、VIP）
- 堕天使 X（レンタル） / 堕天使 X PLUS（セル）（5月11日（レンタル） / 5月30日（セル）、宇宙企画）
- 祝・解禁 大空あすか 完全版（6月13日、ケイ・エム・プロデュース）
- 本番解禁（7月1日、MOODYZ）
- 証拠テープ（7月21日、V&R PLANNING）
- 開脚・反りマン・超アップ（8月1日、MOODYZ）
- デジタルモザイクVol.018（9月1日、MOODYZ）
- 最高のオナニーのために ※オナニーグッズ付き（10月1日、MOODYZ）
- 下半身超アップの世界9（11月1日、MOODYZ）
- Angel ヒロイン（12月8日、Angel）

2004年
- 龍縛監禁凌辱7 金箔少女の涙…（1月8日、アタッカーズ）
- 小悪魔S痴女（2月1日、MOODYZ）
- レズキスロマンスDX 〜仲良し女子校生 秘密の経験〜（3月1日、MOODYZ）共演:田村麻衣、西村あみ
- アイドル淫語シャワー（4月1日、MOODYZ）
- ドリームウーマンVOL.30（5月1日、MOODYZ）
- 愛奴る露出Vol.2（6月1日、MOODYZ）
- あすかCHANNEL（9月17日、プレステージ）

2005年
- ビッグモーカル AV女優嫌いのインジャン古河が撮影中にムカついたバカ女優を個人的にメチャクチャにヤっちゃったビデオ。（9月9日、ビッグモーカル）他出演:宮地なな（宮地奈々）、西村あみ 他
- 爆濡れ Wetギャル 5（11月18日、サンクチュアリ）共演:日高ゆりあ
- あめだま02（12月19日、クロス）他出演:相澤唯衣、吉井千尋

2006年
- 萌え萌えメイドバスツアー（1月19日、DEEP'S）他4名出演
- 名門女子校おまんこ部!（2月19日、ドグマ）共演:桃井りか、春うらら、結衣、上野ゆり、天海遥、椎名愛美、瞳れん
- 女優崩壊（8月15日、アレックス）

### 写真集
- ASUKA（2001年12月5日発行、撮影：野村誠一、双葉社）
- あっちゅ（2002年4月23日発行、撮影：川人忠幸、竹書房）
- ひとりあすか（2002年11月30日発行、撮影：野川イサム、ソフトガレージ）